# 御所神社 (つるぎ町)
御所神社（ごしょじんじゃ）は、徳島県美馬郡つるぎ町に鎮座する神社。

## 歴史
創建は不詳。旧貞光町の山間部、御所平と呼ばれる場所に鎮座。当地に蟠踞した忌部氏の後裔氏族、三木氏（みき）が奉斎したもので、同氏が式内名神大社の忌部神社を分祀したものではないかと考えられている。
式内社である忌部神社の論社として吉野川市の山崎忌部神社と長く論争が続いたが、1881年（明治14年）に当地を忌部社地と確定。これに山崎忌神社から反発があり、太政官はその妥協策として、徳島市二軒屋町に社地を定める通達を出し、当地は旧社地として保存された。その後、御所神社は徳島市の忌部神社の摂社となった。

## 祭神
- 天日鷲命

## 吉良のエドヒガン桜
神社前にエドヒガン桜があり、推定樹齢400年以上とされる。にし阿波お勧めビューポイント100選選定。
幹周り4.5m、樹高は約20m。地上1.5mから三岐し、大きく枝を広げているのが特徴である。1971年（昭和46年）2月23日に徳島県の天然記念物に指定されている。

## 交通
- JR徳島線「貞光駅」より車で約20分。
- 徳島自動車道「美馬インターチェンジ」より車で約25分。